# Chris Lee (Eishockeytrainer)
Chris Lee (* 11. März 1980 in Pittsburgh, Pennsylvania; † 12. Juni 2019 in Berlin) war ein kanadisch-US-amerikanischer Eishockeytrainer und von 2017 bis zu seinem Tod Trainer der U20-Mannschaft der Eisbären Juniors Berlin. Lee war der Sohn von Peter John Lee.

## Spielerkarriere
Lee beendete seine Spielerlaufbahn im Jahr 2002.

## Trainerkarriere
Lee begann seine Trainerlaufbahn in der Nachwuchsabteilung der Eisbären Berlin und war von 2005 bis 2007 Assistenztrainer der U18-Eisbären sowie von 2007 bis 2009 Co-Trainer der Eisbären Juniors Berlin. 2009 trat er den Cheftrainerposten bei FASS Berlin an, ehe er ab 2013 als Assistent zum Trainerstab der Eisbären Berlin in der Deutschen Eishockey Liga gehörte. Er war in der Saison 2013/14 bei den Eisbären unter anderem für Videoanalysen sowie die Spielerentwicklung zuständig.
Im Mai 2014 wurde Lee von den Eispiraten Crimmitschau aus der DEL2 als Cheftrainer verpflichtet. In der Saison 2015/16 führte er die Eispiraten zum ersten Mal nach acht Jahren wieder in die Meisterrunde. Im Dezember 2016 kam es zur Trennung, nachdem die Mannschaft vier der fünf vorangegangenen Spiele verlor und Tabellenvorletzter der DEL2 war.
Im Sommer 2017 kehrte er zu den Eisbären Juniors Berlin zurück und übernahm das Cheftraineramt bei der U20-Mannschaft.
Im Juni 2019 verstarb er überraschend 39-jährig in seiner Berliner Wohnung. Er hinterlässt eine Ehefrau und drei Kinder.